# アンリ・ベルショーズ
アンリ・ベルショーズ （Henri Bellechose（? - 1445年1月28日））は北ネーデルラント出身の画家。ゴシック期パネル絵創成期の画家として北ヨーロッパのもっとも重要な画家の一人で、初期フランドル派の最初期の画家でもある。

## 生涯と作品
ベルショーズは北ネーデルラントからブルゴーニュ大公家に仕えるためにディジョンへと移り、ブルゴーニュ公ジャン1世の宮廷画家ならびに近侍 (en:valet de chambre) に任命された。この地位のベルショーズの前任者はジャン・マルエルで、後任者はヤン・ファン・エイクとなる。これ以前のベルショーズの生涯や業績は一切知られていない。ベルショーズはマルエルの助手を務めていたのではないかとも考えられており、この二人の作品が非常に混同されやすく、よく似ていることを指摘する美術史家もいる。
残っている記録によるとベルショーズの作品のほとんどがジャン1世からの依頼によるもので、他にもディジョンの教会からの依頼で作成した作品もいくつか存在する。詳細に記された当時の大公家の財産目録には多くのベルショーズの作品が記述されているが、そのうち現存しているものは少なく、現在ではわずかに2作品が確認できるだけとなっている。

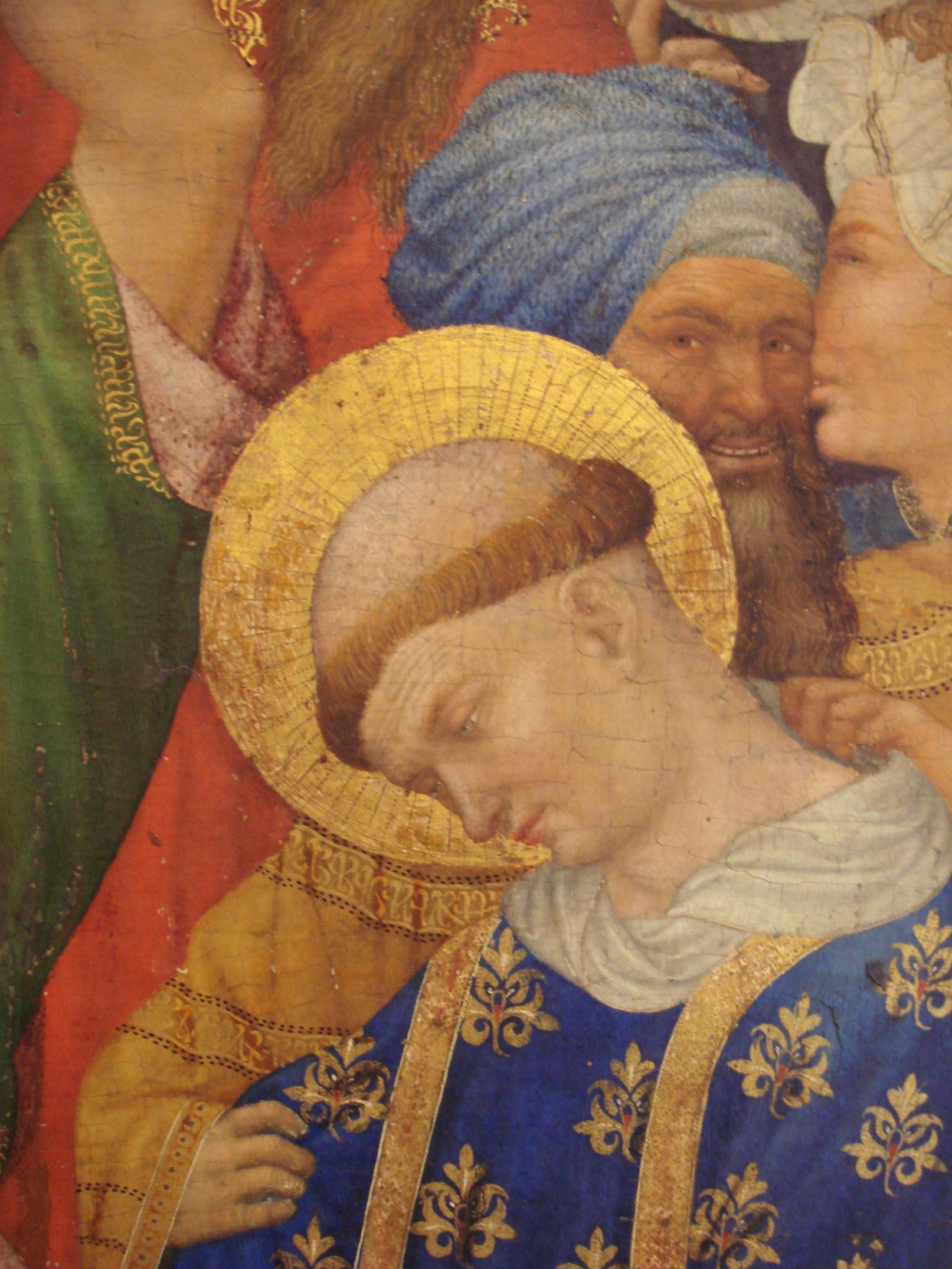
『聖ドニの祭壇画』部分拡大図。アラビア文字風の飾りが、ガリア人の異教徒と思われる人物の中東風衣服に施されている。

もっとも有名な作品はパリのルーブル美術館に所蔵されている『聖ドニの祭壇画』で、ベルショーズが描いたほかの作品同様にジャン1世からの依頼で描かれたものである。ジャン1世の父ブルゴーニュ公フィリップ2世が一族の墓所として建設したディジョンのシャンモル修道院のために作成された。「聖ドニの生涯」を描いた作品を「完成させる」ために顔料を支給したという1415年5月の記録が大公家に残っている。興味深いことにこのときの記録によると背景に描かれている金色の顔料は支給されていないことが分かっている。これらのことから『聖ドニの祭壇画』はジャン・マルエルの死去によって未完成になっていた作品をベルショーズが完成させたのではないかと考えられている。1398年にマルエルが祭壇画を描くために5枚のパネルを大公家から受領した記録があることも傍証としてあげられる。

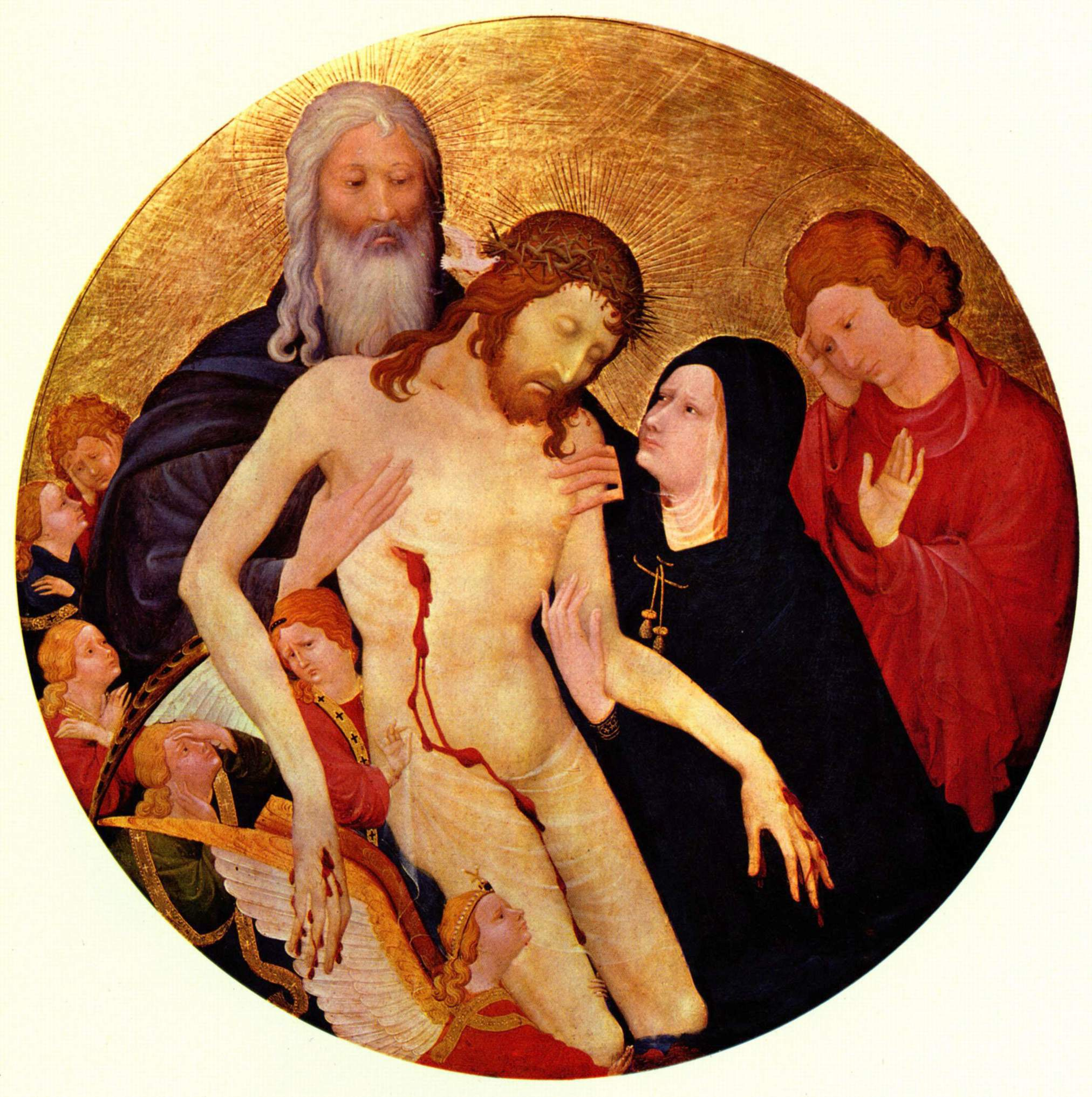
『円形大ピエタ』ジャン・マルエル, ルーブル美術館

以上の仮説が正しければ、この作品はマルエルによって背景の金色はすでに塗られており、下絵状態で未完成の『聖ドニの祭壇画』をベルショーズが完成させたことになる。美術史家のジェイムズ・シュナイダーとアルベール・シャトレは『聖ドニの祭壇画』にマルエルが関係しているとする説を支持しているが、1961年にフランス在住の美術史家ニコル・レイノーが異議を唱えるなど現在でも議論の的となっている。シャトレの説では、現在どちらもルーブル美術館所蔵の『聖ドニの祭壇画』とマルエルの作品とされる『円形大ピエタ』は、1398年に大公家から依頼された5枚の祭壇画のうちの2枚だとしている。さらにシャトレは『円形大ピエタ』はベルショーズがまだマルエルの助手だったころに描いた作品であり、作者が入れ替わっているのではないかと推測している。
1420年4月にジャン1世は死去するが、ベルショーズは次代のブルゴーニュ公フィリップ3世のもとでも引き続き宮廷画家兼近侍の地位にあった。大公家の記録に残るベルショーズの作品は葬礼の紋章の意匠など装飾用のものがほとんどだが、これは当時の宮廷画家の仕事としてはごく普通のものである。1425年と1429年に、現在ベルショーズの作品とされている2枚の祭壇画も依頼されていることから、宮廷画家としての職務から外されていたということもない。
ベルショーズは最盛期には8人の助手、2人の徒弟がいた大きな工房を経営していた。1424年ごろには法曹家の娘アリクサン・レボン (Alixant Lebon) と結婚している。
1429年8月にベルショーズは最後の給金を大公家から受け取った記録があり、以降その名前は大公家の記録には出てこない。このときのベルショーズの給金は1426年に比べて2/3に減額されている。フィリップ3世はネーデルラントに滞在することが多く、そしてそこではすばらしい技量を持つヤン・ファン・エイクが活躍していた。1440年にはベルショーズはすでにディジョンを去っており、その後1445年1月に死去している。